# 壞手指樂隊
壞手指樂隊是在威爾斯史雲斯成立的英語搖滾樂隊，從1960年代到1980年代活躍。他們最著名的陣容包括彼得·漢姆、米克·吉賓斯、湯姆·埃文斯和喬伊·摩蘭德。他們以對1970年代強力流行類型的影響而聞名。據估計，該樂隊售出了1400萬張專輯。
樂隊從1961年成立的早期樂隊'The Iveys'演變而來，並於1968年成為第一個由披頭四樂團蘋果唱片簽署的樂隊。樂隊更名為自己是Badfinger，是披頭四樂隊1967年的歌曲《在我的朋友一點幫助下》的頭銜。從1968年到1973年，壞手指樂隊為蘋果公司錄製了五張專輯，並進行了廣泛的巡迴演出，之後才陷入蘋果唱片公司解散的混亂之中。
Badfinger從1970年到1972年連續四次在世界範圍內受好評：《Come and Get It》（由保羅·麥卡尼撰寫和製作，1970年）、《No Matter What》（馬爾·伊萬斯製作，1970年）、《Day After Day》（喬治·哈里森製作，1971年）和《Baby Blue》（由托德·朗德格倫製作，1972年）。他們的歌曲《Without You》（1970年）已被錄製多次，並成為哈利·尼爾森在美國和英國的熱門單曲。幾十年後，瑪麗亞·凱莉的在英國單曲榜排第一名。
1973年后，蘋果唱片经营不善，壞手指樂隊經歷了一系列法律、管理和財務問題，導致漢姆於1975年自殺。在接下來的三年中，倖存的成員們在努力重建個人和職業生活的背景下訴訟，這將歌曲作者的特許權使用費捆綁了多年。隨後的專輯陷入困境，Molland和Evans在合作與衝突之間進行了交替嘗試，以復興和利用壞手指樂隊的遺產。1983年，埃文斯也因此而自殺身亡。

## 1961年－1969年：Iveys

### 早期
Iveys於1961年在黑豹的威爾斯史雲斯成立，其陣容包括彼得·漢姆（主音吉他）、Ronald“ Ron” Griffiths（低音吉他手，1946年10月2日－）、David“ Dai” Jenkins（節奏吉他手，1945年10月30日－）和Roy Anderson（鼓手）組成。之後，他們以各種名字打過球，包括“黑絲絨”和“狂野者”，他們在斯旺西的一條叫艾維廣場的街道上定居在艾維斯。
1965年3月，鼓手米克·吉賓斯加入了The Iveys。該樂隊在史雲斯地區獲得了音樂會，為史賓賽·戴維斯樂隊、誰人樂團、Moody Blues和The Yardbirds等著名的英國樂隊開幕。
到1966年6月，比爾·柯林斯（演員劉易斯·柯林斯的父親）開始管理該小組。1966年12月，整個小組搬進了位於倫敦柯林斯公園大道7號的住所，通過The Mojos行為共享空間。這座房子終極擁擠，所以唯一可以找到隱私的地方就是一間裝有兩軌錄音機的房間。
該樂隊在倫敦巡迴演唱會上進行了範圍廣泛的翻唱，從摩城唱片、藍調音樂、靈魂音樂到英國單曲排行榜，迷幻的流行音樂和Beatles流行歌曲，從唱片中引起了人們的興趣標籤。The Kinks的Ray Davies試聽製作，並在倫敦Old-nent路上的四軌演示工作室錄製了他們的三首歌曲。 1967年1月：“出租車”和“香腸和雞蛋”，由Ham演唱；1966年12月8日，柯林斯與該集團簽署了一份為期五年的合同，給予柯林斯20％的淨收益，柯林斯當時說：“看，我不能保證你會包夥，除了血該樂隊偶爾在 David Garrick的支持下進行音樂會演唱，同時在英國逗留整個十年。
1967年8月，戴·詹金斯被要求離開小組，然後由Liverpudlian吉他手Tom Evans取代，Tom Evans（1947年6月5日－1983年11月19日）曾是Them Calderstones成員。格里菲斯記得詹金斯的離開是「禮貌地問他是否要辭職」，因為詹金斯似乎對音樂比對女孩更感興趣。

### 轉投蘋果唱片
收到柯林斯的邀請後，披頭士樂隊的巡迴助理Mal Evans和Apple Records的A＆R負責人Peter Asher看到了艾維斯在1968年1月25日在倫敦Marquee Club上的表演。隨後將他們的演示磁帶推給每個甲殼蟲樂隊，直到他得到所有四個披頭士的同意以簽署該小組。演示是使用單聲道「聲音上的聲音」錄音機完成的：埃文斯於1968年7月23日簽署了《The Iveys to Apple》，他們成為唱片公司中第一位非甲殼蟲樂隊的唱片藝術家。Iveys的每個成員也都簽署了Apple Corps的發布合同。Iveys的早期會議蘋果是由Tony Visconti或Evans生產的。
該樂隊的第一首單曲《也許是明天》是由Visconti製作的，於1968年11月15日在全球發行。它在多個歐洲國家和日本進入前十名，但只排到第67名。蘋果唱片公司的美國經理Ken Mansfield，登上了在美國《告示牌單曲榜》，卻未能打入英國排行榜。他訂購了40萬張單曲，這在當時的音樂行業來說是一個大膽的舉動，並推動自動播放和報紙上的評論，這是他的保證。儘管如此，曼斯菲爾德仍然記得這些問題：“我們有一個很棒的團隊。我們有一個很棒的記錄。我們只缺少一件事……外出接人的能力，說服他們把錢投入到Tom Evans的第二個作品《茶杯中的暴風雨》被收錄在Apple EP宣傳中《Wall's Ice Cream》，以及蘋果藝術家的歌曲，例如James Taylor、Mary Hopkin和Jackie Lomax。 “在歐洲和日本引起了廣泛關注，並於1969年7月在這些市場上發布了單曲：格里菲思的《Dear Angie》，這也是Visconti製作的。LP包含單曲，標題為《也許是明天》的唱片僅在意大利，德國和日本發行，這種限量發行策略被認為是蘋果公司總裁的工作。Apple Corps的新聞官員Allen Klein、Tony Bramwell記得：「Klein說，除非我解決了Apple Corps混亂的局面，否則我們將不會再推出任何唱片。
在《親愛的安吉》和《也許明天》發行數量有限之後，格里菲斯在《Disc＆Music Echo》雜誌的採訪中抱怨蘋果對Iveys的處理，說：“我們確實有點被忽略了。我們一直在為新單曲寫歌並將其提交給Apple，但他們不斷發回，因為它們不夠好。儘管他已經成為了「魔術基督徒」，Paul McCartney仍閱讀了採訪，並向他們提供了歌曲《Come and Get It》。在1969年8月2日星期六錄製之前，格里菲斯記得整個樂隊都非常興奮，以至於無法睡覺。在不到一小時的時間內製作了曲目，麥卡特尼確保複製了自己的演示筆記：「他們是一個年輕的樂隊……他們說：「我們想做點不同，想得到我們自己的東西」。我說了：「不」，這樣就必須“完全”一樣，麥卡尼的演示：「這就是熱門」。
麥卡特尼受命為電影的配樂貢獻另外兩首歌曲；成功錄製了《來吧》後，他提出製作兩首艾維斯的原創作品來履行這些任務，為此他選擇了《明天繼續前進》（該片的主旋律主題）和《所有年齡段的搖滾樂》（用作派對現場的背景音樂）。這三首歌都出現在電影及其配樂專輯中。然後，麥卡特尼招募喬治·馬丁為《明天繼續前進》提供弦樂安排。格里菲斯在這些練習中段病倒時，埃文斯在《所有年齡段的搖滾》、《午夜太陽》和《緋紅色的船》上演奏低音。

### 更名
在《Come and Get It》發行之前，樂隊和蘋果公司同意「Iveys」這個名字對於當時的音樂界來說太陳舊了，另外，Iveys有時與The Ivy League樂隊引起名字上的誤會，因此他們需要為樂隊改名。提出了一些建議，包括列儂的「玻璃洋蔥」、「The Prix」、The Cagneys和McCartney的「Home」。蘋果公司的Neil Aspinall提出了「Badfinger」，引用了「Bad Finger Boogie」；列儂·麥卡尼的早期工作頭銜，在我的朋友的幫助下，因為列儂在鋼琴上傷了食指，只用了一根手指。 1969年12月，樂隊成員把名稱更名「Badfinger」。
哈里森後來表示，該樂隊以甲殼蟲樂隊在漢堡認識的脫衣舞女Helga Fabdinger的名字命名。

## 1969年至1972年：Badfinger

### 格里菲斯的離開和莫蘭德的僱用
1969年10月底，格里菲斯離開了該團體。格里菲斯是該團體唯一的已婚居住者，並且正在撫養一個孩子（1968年12月出生）。他的職責造成了摩擦，主要是格里菲斯的妻子埃文斯和經理柯林斯之間的摩擦。格里菲斯後來說：「湯米·埃文斯製造了鮮血。他說服了其他人我不再是男孩中的一個。」鼓手吉本斯記得他不是甚至諮詢了該決定：「那時候我被認為是一無所有。我什至不值得與之交談。」
隨著“《Come and Get It》的發行日期臨近，The Iveys正在尋找Griffiths的替代產品。在未能成功試聽許多貝斯手之後，他們僱用了吉他手Joey Molland，他之前曾在Gary Walker＆The Rain，The Masterminds任職，和吃水果的熊。他的加入要求Evans從節奏吉他轉到貝斯。

### 初始成功
《Come and Get It》於1969年12月在英國和1970年1月在美國單獨發行。在世界範圍內銷售超過一百萬份，達到了世界十佳：1970年4月18日在美國“廣告牌”排行榜上排名第七，並在英國排名第四。因為Iveys的專輯《Maybe Tomorrow》只有在一些市場上發行後，該樂隊的《The Magic Christian》配樂專輯中的三首歌曲與其他較老的Iveys曲目（包括The Iveys的單曲和“ Maybe Tomorrow”中的其他五首歌曲）結合在一起，然後Badfinger的第一張專輯《Magic Christian Music》發行（1970年）。專輯在美國“廣告牌”專輯排行榜上排名第55位。此外，Derek Taylor委託Les史密瑟斯樂隊於1970年3月拍攝。他的照片已被國家肖像畫廊收購。
Badfinger的新錄音會議也於1970年3月開始，由Mal Evans製作。完成了兩首歌，包括《No Matter What》，被蘋果拒絕為可能的單曲。甲殼蟲樂隊的工程師Geoff Emerick接任製作人，樂隊於1970年7月完成了第二張專輯。在錄音過程中，樂隊於6月4日被送往夏威夷，參加國會大廈/蘋果唱片大會，然後飛往意大利，在羅馬舉行音樂會。「無骰子」已發布1970年代末在美國，在“廣告牌”專輯榜上達到第28位。由Emerick重新混音的Mal Evans製作的曲目“ No Matter What”是最終以Crouse的形式發布，並在全球排名前十的圖表中名列前茅-在美國排名第八，在英國排名第五。在Harry Nilsson於1972年翻唱這首歌之後，由Emerick製作的專輯歌曲《No Dice》中的專輯標題為《Without You》變得更加成功。他的版本在國際上很受歡迎，在美國的“廣告牌”上排名第一，並且在英國排行榜的首位也花了五個星期。兩首不同歌曲的合併，漢姆撰寫了經文，埃文斯撰寫了合唱。這首歌因其「年度歌曲」而贏得了Ham和Evans 1972年的Ivor Novello獎。

### 與Stan Polley簽約
1970年4月，科林斯在美國進行巡迴演出時，被介紹給紐約商人Stan Polley，後者在1970年11月與Badfinger簽訂了業務管理合約。Polley成立了Badfinger Enterprises，Inc.，由Stan Poses擔任副總裁與樂隊成員簽署了各種合同，規定巡迴演出，唱片，發行，甚至是作曲者的表演權使用費收入將進入由Polley控制的控股公司。這導致了樂隊的薪資安排，後來各成員抱怨說，與他們的總收入相比，這是不夠的。Gibbins：「我的第一印像是，斯坦是個“有權勢的人”，而莫蘭德則認為波利似乎更像個父親。同時，Polley還管理著艾爾·庫帕、Blood，Sweat＆Tears和Lou Christie。儘管讚揚Polley的職業聲譽，但他可疑的財務行為最終導致了樂隊的垮台。 Polley的會計師Sigmund Balaban＆Co.編制的1970年12月8日至1971年10月31日期間的財務報表顯示了Polley從該樂隊獲得的收入：「向客戶收取的薪金和預付款，8,339美元（喬伊·莫蘭德），6,861美元（邁克·吉本斯），6,211美元（湯姆·埃文斯），5,959美元（皮特·漢姆）。公司淨利潤，24,569美元。管理委員會，75,744美元（斯坦·波利）」儘管不知道樂隊成員是否看過這個陳述，但柯林斯確實有，因為他的筆跡在文件上。
Badfinger於1970年底在美國巡迴演出了3個月，儘管樂隊與甲殼蟲樂隊進行了持續性的比較，但他們仍然很受好評：「令我印象深刻的是他們的聲音與甲殼蟲樂隊有多相似。」Tony Visconti（《也許明天》製片人）說：「有時我不得不向下看控制室進入錄音室，以確保John和Paul不會唱主唱……」《Rolling Stone》評論家Mike Saunders在1970年對《No Dice》的好評如潮的評論中說：「就好像John，Paul，George和Ringo曾經已轉世為Badfinger的Joey、Pete、Tom和Mike。在Badfinger的整個職業生涯中繼續前進。

### 蘋果公司的會議工作
Badfinger的各種成員還參加了與Apple Records唱片公司同伴的會議，其中最著名的是在哈里森的專輯《All Things Must Pass》（1970年）的大部分專輯中彈奏吉他和打擊樂，其中包括熱門單曲《是不是很可惜》、《我的甜蜜大人》和《生活是什麼》。還為Ringo Starr的Harrison製作的單曲《It Don't Come Easy》提供了支持人聲。Evans和Molland隨後在列儂的專輯《想像》（1971年），儘管莫蘭德說他們的曲目沒有使用。最著名1971年7月26日，巴德芬格（Badfinger）的所有四名成員抵達紐約約翰·肯尼迪國際機場，為1971年8月1日舉行的哈里森孟加拉國音樂會進行排練。漢密爾頓在音樂會期間與哈里森一起在原聲吉他上二重奏，演唱了《Here Comes the Sunert》。

### 直起
1971年，該小組在格洛斯特郡租用了Clearwell Castle，在那裡生活和錄音。他們完成了自己的第三張專輯的錄製，再次由Emerick擔任製作人，但是錄音帶曾經是再次遭到蘋果的拒絕，因為蘋果認為Badfinger需要一位能夠為錄音帶來更優美聲音的製作人。因此，喬治·哈里森本人於1971年春季接任製片人，其中包括Leon Russell、Klaus Voormann和Molland在評論“日復一日”雙滑吉他的錄音時，記得：「Pete和我都做過伴奏，George進入錄音室，問我們是否介意他彈奏……花了好幾個小時，好幾個小時，才使這兩把吉他同步。」但是，哈里森只錄製了四首歌曲就停止了會議，因為他對孟加拉國音樂會的承諾，哈里森也將Badfinger包括在內。音樂會結束後，哈里森忙於製作那場音樂會的錄音帶，因此而用Todd Rundgren完成了Badfinger專輯，他混合了Harrison的錄音帶，並重新錄製了歌曲。Emerick會議，還製作了一些以前未錄製的新歌曲。
這張專輯的最終標題為《Straight Up》，於1971年12月在美國發行，並產生了兩首成功的單曲：《Day》（《Billboard》排名第四），在全球銷量超過一百萬，和《Baby Blue》（美國編號14）。專輯在美國排行榜上排名第31。但是，儘管Apple Records在英國的解體，導致“ Baby Blue”從未作為英國發行的單曲，儘管已經為其分配了發行號和日期。
樂隊於1972年開始在美國巡迴演出，但是在埃文斯遇到問題後，吉本斯離開了樂隊，並被鼓手羅布·斯塔溫斯基取代，後者被譽為Badfinger的《堅實，新鼓手》。巡演後並未使用Stawinsky，Gibbins於9月重新加入了樂隊。